# Alfred J. Lotka
Alfred James Lotka (Leópolis, 2 de marzo de 1880 - 5 de diciembre de 1949) fue un matemático, químico físico y estadístico de los Estados Unidos, famoso por su trabajo en dinámica de la población y sobre energética. Como biofísico, Lotka es conocido por su propuesta del modelo depredador-presa, desarrollado simultáneamente pero independientemente de Vito Volterra. El modelo de Lotka-Volterra sigue siendo la base de muchos modelos utilizados en el análisis de la dinámica de la población en ecología. En la bibliotecología es conocido por su "Ley de Lotka" que divide la productividad de los autores en grandes, medianos y pequeños.

## Vida
Lotka nació en Leópolis, Austria-Hungría (ahora Ucrania) de padres polacos-estadounidenses. Sus padres, Jacques y Marie (Doebely) Lotka, eran ciudadanos estadounidenses. Obtuvo su licenciatura en 1901 en la Universidad de Birmingham, Inglaterra, y continuó sus estudios en la Universidad de Leipzig. Hizo después una maestría en 1909 en la Universidad de Cornell y un doctorado en la Universidad de Birmingham en 1912. En 1935, se casó con Romola Beattie y murió en Nueva York.
Cargos
- Químico asistente de la General Chemical Company (1902–1908, 1914–1919)[1]
- Examinador de patentes para la Oficina de Patentes de Estados Unidos (1909)[1]
- Físico asistente de la Oficina Nacional de Normas (1909–1911)[1]
- Editor del Suplemento Scientific American (1911–1914)[1]
- Miembro del personal de la Universidad Johns Hopkins (1922–1924)[1]
- Estadístico de la Metropolitan Life Insurance Company, de Nueva York (1924 hasta su jubilación en 1948)[1]

## Obras

Las ecuaciones de Lotka-Volterra predicen oscilaciones vinculadas en poblaciones de depredadores y presas.

Aunque hoy en día es conocido principalmente por las ecuaciones de Lotka-Volterra usadas en ecología, Lotka fue un biomatemático y bioestadístico, que buscó aplicar los principios de las ciencias físicas a las ciencias biológicas. Su interés principal era la demografía, que posiblemente influyó en su elección profesional como estadístico en la empresa MetLife.
Una de las primeras publicaciones de Lotka, en 1912, propuso una solución al segundo modelo de malaria de Ronald Ross. En 1923, publicó un análisis exhaustivo de cinco partes y una extensión de ambos modelos de malaria de Ross. La cuarta parte de la serie, en coautoría con F. R. Sharpe, modeló el tiempo de espera para la incubación de patógenos. También es conocido por su perspectiva energética en la evolución. Lotka propuso que la selección natural era, en su raíz, una lucha entre los organismos por la energía disponible; El principio de Lotka establece que los organismos que sobreviven y prosperan son aquellos que capturan y usan la energía de manera más eficiente que sus competidores. Lotka extendió su marco energético a la sociedad humana. En particular, sugirió que el cambio en la dependencia de la energía solar a la energía no renovable plantearía desafíos únicos y fundamentales para la sociedad. Estas teorías hicieron de Lotka un precursor importante para el desarrollo de la economía biofísica y la economía ecológica, desarrollada por Frederick Soddy, Howard Odum y otros.

### Elementos de biología física
Mientras estaba en Johns Hopkins, Lotka completó su libro Elementos de biología física (1925), en el que extendió la obra de Pierre François Verhulst .
Éste, su primer libro resume su trabajo anterior y organiza sus ideas de unidad y universalidad de las leyes físicas, haciendo que sus trabajos sean accesibles a otros científicos. Aunque el libro cubrió una gran cantidad de temas, desde la dinámica de la evolución hasta la naturaleza física de la conciencia, el autor es conocido hoy principalmente por la ecuación de la dinámica de la población de Lotka-Volterra.

### Energética de la evolución
Su trabajo anterior se centró en la energía y las aplicaciones de la termodinámica en las ciencias de la vida.
Lotka propuso la teoría de que el concepto darwiniano de la selección natural podría cuantificarse como una ley física. La ley que él propuso era que el principio selectivo de la evolución era una que favorecía la máxima transformación de flujo de energía útil. El ecólogo general de sistemas Howard T. Odum aplicó más tarde la propuesta de Lotka como una característica central de su trabajo en ecología de los ecosistemas. Odum llamó a la ley de Lotka el principio del poder máximo .

### Demografía y salud pública
El trabajo de Lotka en demografía matemática comenzó en 1907 con la publicación de artículos en la revista Science y American Journal of Science . Publicó varias docenas de artículos sobre el tema durante más de dos décadas, culminando con Théorie Analytique des Associations Biologiques (Teoría analítica de las asociaciones biológicas). La Parte 1 de 45 páginas, titulada Principes, se publicó en 1934; la Parte 2 de 149 páginas, titulada Analizar demográficamente con una aplicación particular a la verdad humana, se publicó en 1939; ambas partes publicadas por Hermann y Cie, París.
Se unió a Louis Israel Dublin, otro estadístico de Metropolitan Life, para escribir tres libros sobre demografía y salud pública : El valor monetario de un hombre (1930), Duración de la vida (1936) y Veinticinco años de progreso de la salud ( 1937).

### Bibliometría
Dentro del campo de la bibliometría, en particular la parte dedicada al estudio de publicaciones científicas, Lotka se destaca por contribuir con la " ley de Lotka ". Esta ley se relaciona con la productividad de los científicos. Como señaló W. G. Poitier en 1981: "La distribución de Lotka se basa en una ley del cuadrado inverso donde el número de autores que escriben n artículos es 1 / n 2 del número de autores que escriben un artículo. Cada área temática puede tener asociado un exponente que representa su tasa específica de productividad del autor ". El trabajo de Lotka provocó investigaciones adicionales, que eventualmente contribuyeron seminalmente al campo de la cienciometría, el estudio científico de publicaciones científicas.

## Distinciones
- Presidente de la Asociación de Población de América (1938–1939)[1]
- Presidente de la Asociación Americana de Estadística (1942)[1]
- Vicepresidente de la Unión para la Investigación Científica de Problemas de Población.
- Presidente del Comité Nacional de la Unión de los Estados Unidos.
- Miembro de la Asociación Americana de Salud Pública.
- Fellow del Instituto de Estadística Matemática

## Publicaciones
- AJ Lotka (1925) " Elementos de biología física ", reimpreso por Dover en 1956 como Elementos de biología matemática .
- Lotka, AJ (1939) Théorie Analytique des Associations Biologiques se tradujo en 1998 como Teoría analítica de poblaciones biológicas . Nueva York: Plenum Press.
- Lotka, AJ (1989). Lotka sobre estudio de población, ecología y evolución. Revisión de población y desarrollo, 15 (3), 539–550.
- Lotka, AJ (1998). Teoría analítica de las poblaciones biológicas . Nueva York: Plenum Press